# Климакофобия
Климакофобия (от др.-греч. κλῖμαξ — «лестница» и φόβος — «страх») — боязнь ходьбы по лестницам, выделяют как боязнь перед лестницей (ступенчатой или пожарной) как предметом и/или как боязнь самого процесса (спуска/поднятия) ходьбы по лестницам. Часто для того, чтобы быть объектом фобии, лестница должна обладать определенными свойствами (например: быть мокрой, обледеневшей (скользкой), с отсутствующими перилами). Страдающим этой фобией чаще всего кажется, что лестница может стать объектом несчастного случая в случае падения с неё. Наблюдается при неврозе навязчивых состояний, психастении (особенно при зафиксировавшейся неудаче).